# Habrodesmus massai
Habrodesmus massai är en mångfotingart som beskrevs av Cook 1911. Habrodesmus massai ingår i släktet Habrodesmus och familjen orangeridubbelfotingar. Inga underarter finns listade i Catalogue of Life.